# Ostasio II da Polenta

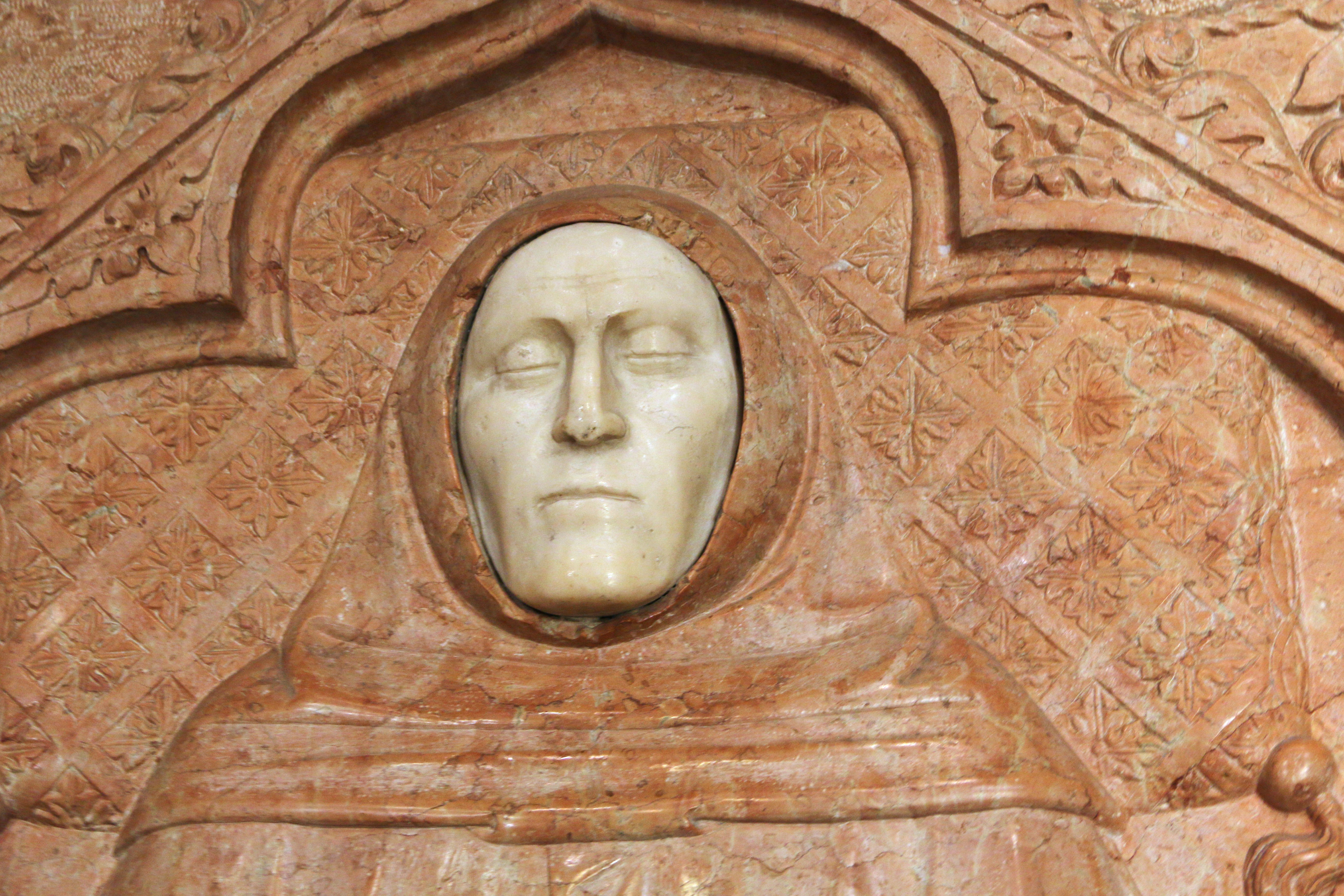
Ostasio II da Polenta. Detail grafsteen in de San Francescobasiliek in Ravenna.

Ostasio II da Polenta (Pauselijke Staat, 14e eeuw – 1395 of 1396) was een condottiero in het middeleeuwse Italië. Vanaf 1390 was hij samen met zijn broers Obizzo en Pietro, pauselijk vicaris of podestà van Ravenna in de Pauselijke Staat.

## Levensloop
Ostasio was een telg uit het adellijk huis da Polenta: hij was een van de zonen van Guido III da Polenta, pauselijk vicaris van Ravenna in de Pauselijke Staat. 
Hij verbleef aanvankelijk buiten Ravenna. Ostasio was een condottiero. Eerst vocht hij in het expeditieleger van Lodewijk I van Anjou. Lodewijk I trok naar het koninkrijk Napels om zijn rechten op de koningstroon op te eisen doch stierf in 1384. Nadien stelde Ostasio zich in dienst van zijn zwager, Antonio della Scala, heer van Verona; Antonio was getrouwd met Ostasio’s zus Samaritana da Polenta. Verona was een buurland van de Pauselijke Staat en voerde oorlog met de stadstaat Padua. Zowel Verona als Padua behoorden formeel tot het Heilige Roomse Rijk. Ostasio verloor de Slag in Brentelle (1386) en de Slag bij Castagnaro (1387) tegen het leger van Franciscus I van Carrara, heer van Padua. Padua triomfeerde tweemaal kort op elkaar. De stadstaat Verona met het huis della Scala was hiermee verzwakt.
Samen met zijn broers kwam hij in 1389 in opstand tegen zijn vader, Guido III, die Ravenna bestuurde. Samen met Obizzo en Pietro werd hij pauselijk vicaris of podestà van Ravenna. Hij was de tweede Ostasio die over Ravenna heerste. Dat de broers de rector van Romagna kardinaal Colonna arresteerden, leidde tot onrust in heel Romagna.
Ostasio II stierf in 1395 of 1396 in duistere omstandigheden; Obizzo en Pietro bestuurden Ravenna verder met hun tweeën. Ostasio werd begraven in de San Francescobasiliek in Ravenna. De grafsteen is uit rood marmer van Verona gebeeldhouwd.